# Rokushakukama
Ein Rokushakukama [ɽo.kɯ.ɕa.kɯ.ka.ma] (jap. 六尺鎌 wörtlich etwa: Sechs-Fuß-Sense) ist eine japanische Kobudō-Waffe, eine Variante des Kama (Sichel).

## Aussehen
Er besteht aus einem Kama mit etwa 30 cm langem Griff, aufmontiert auf einem fünf Shaku (150 cm) langen Bō. Die Sichel diente neben der Möglichkeit, sie als Schnitt- und Hiebwaffe einzusetzen, auch zum Heranziehen des Gegners oder zu dessen Entwaffnung.

## Geschichte
Wie die anderen Kobudo-Waffen ist auch diese ein zur Waffe umfunktioniertes Werkzeug oder Alltagsgegenstand. Zur Zeit der Satsuma-Besatzung waren die üblichen Waffen wie zum Beispiel Schwerter (Katana) auf Okinawa verboten. Deshalb bediente sich die bäuerliche Bevölkerung ihrer Gebrauchsgegenstände als Waffen. Diese konnten nicht verboten werden, da sie (meist für die Ernährung der Bevölkerung) wirtschaftlich auch für die Besatzer unerlässlich waren.

## Kata
In der heutigen Kampfkunst sind keine Kata mit dieser Waffe mehr überliefert.